# Omelek Island
Omelek Island ( (/ˈoʊməlɛk/; in marshallese Kom̧le, pronuncia: (kʷo͡ɤmˠ(ɤ͡e) lʲee̯), isola dell'atollo Kwajalein situato nella Repubblica delle isole Marshall. Controllata dall'esercito degli Stati Uniti per un trattato a lungo termine (insieme alle altre dieci isole dell'Atollo), è parte del Ronald Reagan Ballistic Missile Defense Test Site.

## Geografia
L'isola si sviluppa su 32000 m² ed è composta dalla scogliera corallina come le altre isole dell'atollo.

## Storia

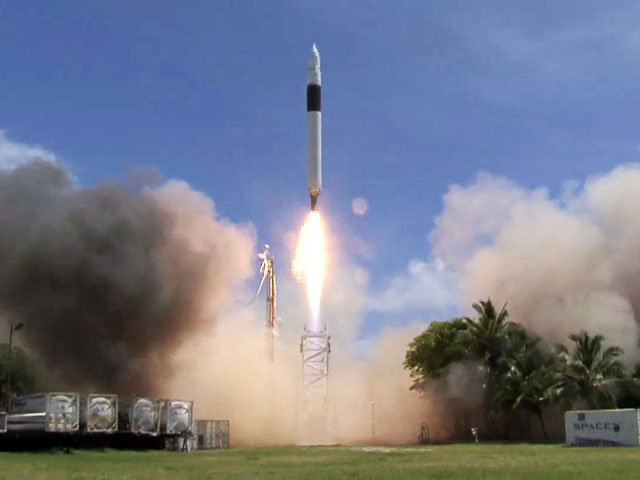
Lancio del Falcon 1

L'isola è un atollo isolato nel Sud Pacifico, per questo motivo è stata sfruttata a lungo dagli Stati Uniti per piccole ricerche sul lancio di razzi. L'ultimo lancio statunitense è avvenuto nel 1996.
Dopo il 2000, la vicinanza dell'isola all'equatore ha attirato la SpaceX, un'azienda aerospaziale privata, che ha ammodernato le infrastrutture dell'isola e lì, nel 2006, ha posto il suo sito di lancio principale; cominciando a lanciarvi i suoi Falcon 1. Il 28 settembre 2006 fu lanciato il primo vettore a propellente liquido che ha raggiunto l'orbita finanziato da una compagnia privata, seguito da un altro volo, 13 luglio 2008, che ha portato in orbita il satellite RazakSAT. Entrambe le volte fu lanciato un Falcon 1.
Era pianificato di utilizzare Omelek anche per i lanci del Falcon 1e, ma nel 2012 SpaceX ne interruppe la progettazione per concentrarsi sul più grande Falcon 9.
Space X pianificò di migliorare la struttura in modo da poter lanciare Falcon 9 dall'isola. Fino a dicembre 2010 nel programma dei lanci di SpaceX figurava l'isola come un potenziale sito di lancio di numerosi Falcon 9, il cui primo sarebbe avvenuto nel 2012. Ma la compagnia non ha mai eseguito gli interventi necessari per poter lanciare Falcon 9 dall'atollo.
Il Reagan Test Site, che include siti di lancio sulle altre isole dell'atollo Kwajalein, sull'isola Wake e sull'atollo Aur, è l'unico sito di lancio statunitense equatoriale.